# Стара кућа Ненада Стојадиновића у Милатовцу
Стара кућа Ненада Стојадиновића у Милатовцу, месту у општини Жагубица, подигнута је почетком 19. века. Кућа је почетком 21. века срушена због старости и неодржавања.
Представљала је леп пример народне архитектуре, развијеног типа моравске куће какве се јављају у овим крајевима и као таква налази се на списку заштићених непокретних културних добара као споменик културе.

## Изглед кућа
Кућа је била грађена у бондручној конструкцији са испуном од притесаних храстових греда, на темељу од ломљеног камена. Зидови су споља и изнутра олепљени блатом и окречени. Кров је четороводни, покривен ћерамидом. Димензије основе су 10,25х6,00 м.
Кућа је била оријентисана према западу и у том делу је формиран дугачак трем са моравским луцима. Организација простора заснована је на традиционалном начину распореда просторија. У трему су формирана два одвојена улаза, један за велику собу, а други за „кућу“ и мању собу. У „кући“ је сачувано отворено огњиште са гвозденим веригама. Подови у свим просторијама су од набијене земље, а таванице од шашоваца.